# Route nationale 18
La route nationale 18 (RN 18 o N 18) è una strada nazionale lunga 46 km che parte da Étain e termina a Longwy.

## Percorso
In origine cominciava a Verdun, ma negli anni settanta il tratto iniziale fino ad Étain fu riassegnato alla N3, mentre oggi è stato declassato a D603. Da Étain la N18, oggi a sua volta declassata a D618, si dirige a nord fino a Longuyon, dopo il quale vira ad est a raggiungere Longwy: tra questi due centri coincide con l’E44. L’ultima parte della N18, da Longwy al confine con il Belgio presso Aubange, è stata declassata a D918.